# پیراشکی کاریلیایی

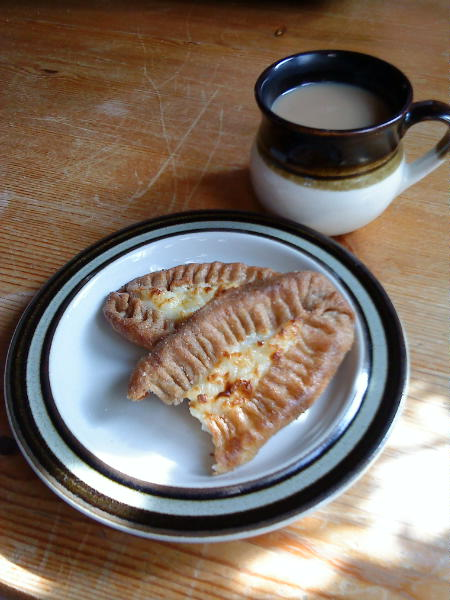
پیراشکی‌های کارلیایی تهیه‌شده در وایویو، لیپری

پیراشکی کارلیایی،  پای کارلیایی یا پیروگ کارلیایی (کارلیایی: kalitat, مفرد kalitta؛ لیوی-کارلیایی: šipainiekat, مفرد šipainiekku; فنلاندی: karjalanpiirakat, مفرد karjalanpiirakka [ˈkɑrjɑlɑnˌpi:rɑk:ɑ]; سوئدی: karelska piroger یا در زبان استونیایی karjala pirukas) پیراشکی‌ها یا پیروگ‌های سنتی فنلاند هستند که منشأ آن‌ها منطقه کارلیا است. این پیراشکی‌ها در سراسر فنلاند و همچنین در مناطق مجاور مانند استونی و جمهوری کارلیا مصرف می‌شوند.
قدیمی‌ترین پیراشکی‌های سنتی معمولاً دارای خمیر چاودار بودند، اما نمونه‌های کارلیای شمالی و Ladoga Karelia همچنین حاوی گندم بودند تا کیفیت خمیر بهتر شود. مواد پرکننده معمول عبارت بودند از جو (گیاه) و talkkuna. در قرن ۱۹، ابتدا سیب‌زمینی و سپس گندم سیاه به عنوان پرکننده معرفی شدند و بعداً برنج و ارزن پخته اضافه شد.
امروزه محبوب‌ترین نسخه دارای خمیر نازک چاودار با پرکردن برنج است. پرکردن با سیب‌زمینی له‌شده و مخلوط برنج و هویج نیز معمول است. کره، اغلب با تخم‌مرغ پخته خردشده (munavoi یا تخم‌مرغ کره‌ای) مخلوط شده، روی پیراشکی‌های داغ قبل از خوردن مالیده می‌شود.
پیراشکی‌های کارلیایی از سال ۲۰۰۳ در اروپا دارای وضعیت تضمین تخصص سنتی (TSG) هستند. این بدان معناست که هر تولیدکننده‌ای که از دستور سنتی پیروی نکند نمی‌تواند آن‌ها را karjalanpiirakka بنامد و در عوض باید بسته به پرکردن، آن‌ها را riisipiirakka 'پیراشکی برنجی'، perunapiirakka 'پیراشکی سیب‌زمینی' و غیره بنامد.